# Kroat-bosniakiska konflikten
Kroat-bosniska var en väpnad konflikt under Bosnienkriget mellan det självutropade bosnienkroatiska Herceg-Bosna som stöddes av Kroatien och Bosnien och Hercegovina regeringen under perioden 19 juni 1992 till 23 februari 1994 då de bosniska och kroatiska ledarna undertecknade Washingtonavtalet som ledde till Federationen Bosnien och Hercegovina och en allians mot Republika Srpska.

## Bakgrund
När Bosnienkriget bröt ut i april 1992 stred bosnienkroaterna och bosniakerna tillsammans mot serberna. Kriget i Kroatien pågick och kroaterna såg serberna som sina fiender. Men eftersom den politiska situationen mellan bosnienkroaterna och bosniakerna förvärrades blev stämningen mellan de allierade spänd. Under den 1992 hade det skett en maktkamp inom Herceg-Bosnas ledarskap mellan de mer moderata, som ville fortsätta kampen med bosniakerna mot serberna, och de nationalistiska, ledda av Mate Boban och Dario Kordić, som var väldigt misstänksamma mot landets muslimer och hellre ville se att de områdena där kroaterna var i majoritet eller hade hög invånarandel annekterades av Kroatien. Efter att de nationalistiska elementen i Herceg-Bosna tagit makten skrev Mate Boban och Republika Srpskas ledare Radovan Karadžić under Grazavtalet där man kom överens om vilka områden som skulle gå till Kroatien och Serbien.

## Strider utbryter

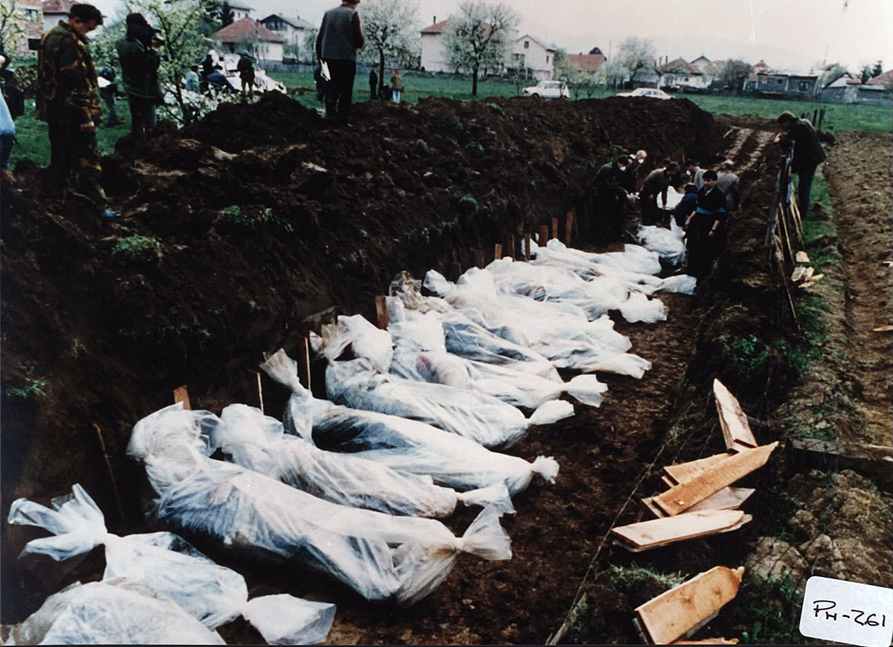
Mördade bosniakiska civila, omkring Vitez, april år 1993.

Strider utbröt i och med HVO:s anfall mot den strategiskt viktiga staden Gornji Vakuf den 19 juni 1992, för att kunna länka upp Hercegovina med centrala Bosnien. Den 3 april utropade bosnienkroaterna den Kroatiska republiken Herceg-Bosna som bestod av områden i västra Hercegovina. Den 15 april 1993 började Herceg-Bosnas armé Hrvatsko vijeće obrane (HVO) attackera den bosniska armén ARBIH. Striderna utbröt p.g.a. den självutropade kroatiska republiken Herceg-Bosna ville ansluta sig till Kroatien. Bosnienkroaterna fick stöd av regeringen i Kroatien som skickade vapen och frivilliga till HVO. Innan dessa strider hade brutit ut, hade p.g.a. en massiv flykt av muslimer från östra Bosnien, den etniska sammansättningen i centrala Bosnien ändrats, eftersom muslimerna var oförmögna att erövra land som serberna ockuperade. Strider mellan kroater och bosniaker utbröt snart runt om i landet, men särskilt i centrala Bosnien och i Hercegovina där både kroater och bosniaker hade höga invånarantal.

## Lašvadalen

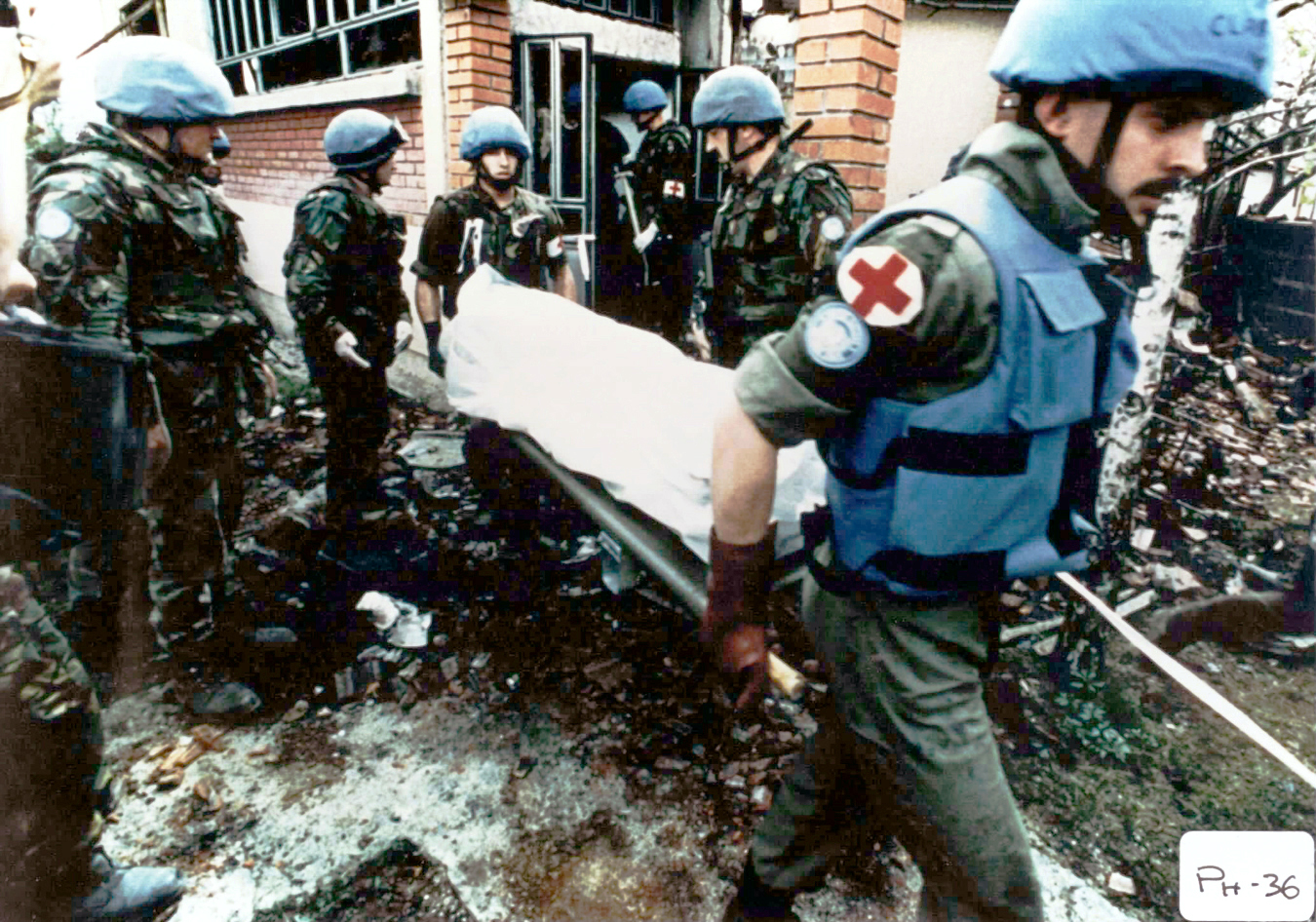
FN:s fredsbevarande styrkor samlar kvarlevor från Ahmići, 17 april 1993, där 120 civila bosniaker mördades av HVO styrkor.

Efter fullskaligt krig utbröt under april inledde, enligt ICTY, HVO en kampanj av etnisk rensning i Lašvadalen i centrala Bosnien under 1993. De nationalistiska elementen i Herceg-Bosna, bland andra Dario Kordić, den lokala politiska ledaren i centrala Bosnien, hade planerat kampanjen under den större delen av 1992. Bland de kändare händelserna under kampanjen var Stupni Do-massakern och Ahmićimassakern. Dario Kordic fanns av ICTY att vara planeraren och upphovsmakaren till kampanjen och dömdes för brott mot mänskligheten och till 25 års fängelse.

### Ahmićimassakern
Bosnienkroatiska styrkor anföll byn Ahmići på morgonen den 16 april 1993 i tron att byn härbärgerade stridande, bosniska förband. När styrkorna senare gick in i staden, fann de att byns invånare endast utgjordes av civila. Till övervägande del utgjordes dessa av bosniska muslimer, men där fanns även kroater, vilka bodde i sina egna kvarter. När de kroatiska styrkorna inte fann några bosniska soldater, vände de av någon anledning vapnen mot civila. Soldaterna gick från hus till hus och dödade urskillningslöst alla bosniaker de stötte på. Många av dessa var kvinnor, barn och gamlingar. Yngst av dem som dödades var ett spädbarn på blott en månad; den äldsta var 93 år. Efter denna massaker brände kroaterna ner större delen av byn och förstörde dess två moskéer. Överlevande påstod efteråt att byns kroatiska invånare varit soldaterna behjälpliga med att peka ut muslimska hus.
Idag finns ett minnesmärke på den plats där en av byns moskéer stod. Där nämns alla de personer som dödades morgonen den 16 april 1993 i Ahmići.

## Mostar
Den 9 maj 1993 anföll HVO Mostar. HVO hade kontroll över den västra delen av Mostar och bosniska armén (ABiH) hade kontroll över den östra sidan och även kontroll över en del på den västra sidan, där de ständigt blev attackerade av kroatiska styrkor från den västra sidan om floden Neretva. HVO, som stöddes av regeringen i Kroatien, var bättre utrustade och hade erövrat det strategiskt mycket viktiga berget precis bredvid staden. Där placerade de sitt artilleri och besköt den bosniska östra sidan av staden dygnet runt för att få dem att ge upp. Eftersom HVO hade Mostar inringat kunde de kontrollera flödet av förnödenheter in till Mostar. Alla muslimer som bodde på de områdena där de kroatiska katolikerna hade tagit mark kördes bort från sina hem eller mördades. De bosniska muslimerna gjorde likadant mot kroaterna som bodde på den mark som de hade tagit kontroll över, speciellt i städerna norr om Mostar i Konjic och Jablanica. 

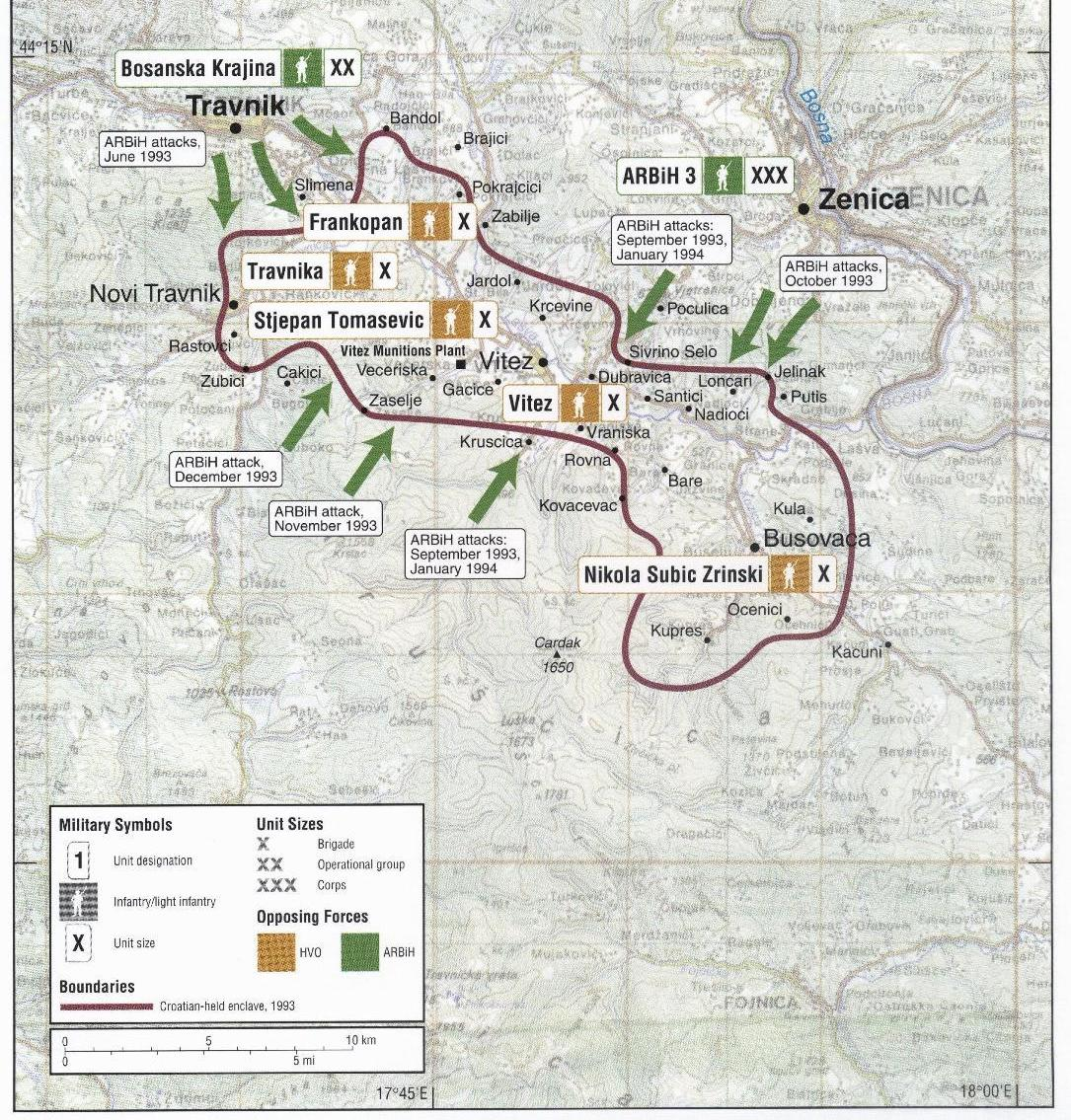
Frontlinjen mellan HVO och den Bosniska armén, juni 1993 - Januari 1994. De gröna pilarna visar den Bosniska arméns offensiv mot den HVO-kontrollerade enklaven i centrala Bosnien och Hercegovina.

Den 9 november 1993 sprängde kroatiska styrkor den 500 år gamla bron Stari most, som var det enda som höll ihop de bosniska styrkorna på den östra sidan med dem på den lilla remsa de hade på den västra sidan. I september 1993 startade den bosniska armén en offensiv (Operation Neretva 93) för att lyfta blockaden och inringningen av Mostar. Efter flera veckor av stridande avbröt de bosniska myndigheterna operationen efter rapporter om att bosniska soldater hade begått krigsförbrytelser mot kroatiska civila i Grabovica.

## Fredsavtal och allians
Den 23 februari 1994 skrev den bosniska och den bosnienkroatiska ledningen på ett fredsavtal där de ännu en gång kom överens att alliera sig med varandra mot Republika Srpska och skapa Federationen Bosnien och Hercegovina och belägringen av Mostar tar slut. Enligt Research and Documentation Center i Sarajevo är 17 165 personer listade som döda eller försvunna i regionerna i centrala Bosnien och Hercegovina. De flesta, men inte alla, offren är ett resultat av den kroat-bosniska konflikten.
Mostar är ännu en delad stad med kroaterna på den västra sidan och muslimerna på den östra, men för att visa upp en framgång med enandet återbyggdes bron Stari most 2004. 